# Métiers de la santé
 (mai 2023).

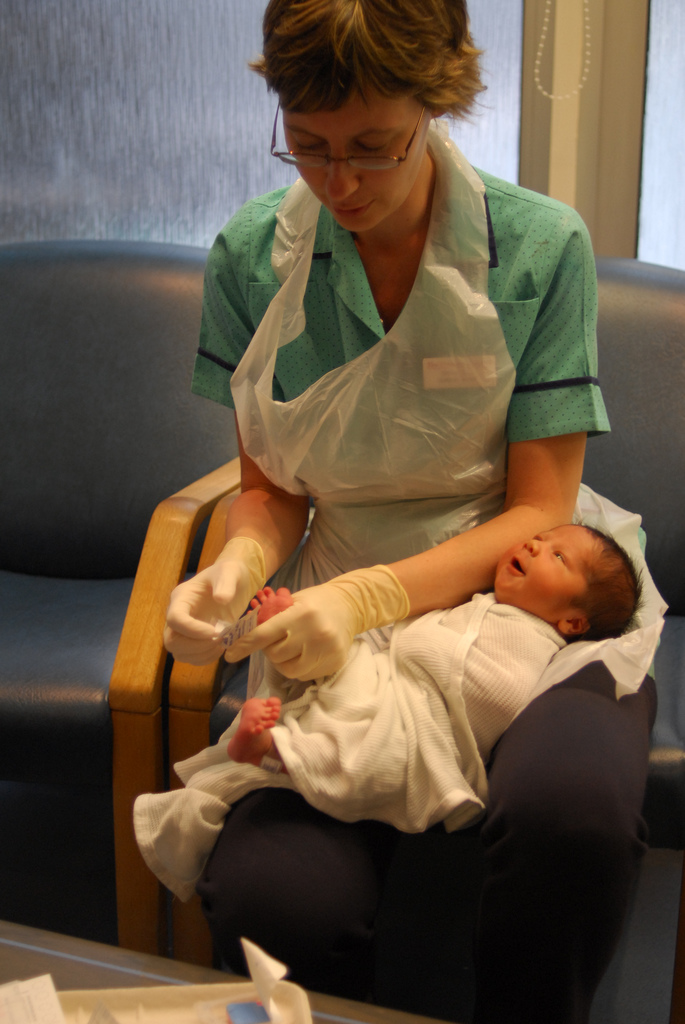
Une infirmière en puériculture prenant soin d'un nouveau-né.

Le professionnel de santé est une personne qui exerce ses compétences et son jugement, fournit un service lié au maintien, à l'amélioration de la santé des individus, ou au traitement des individus blessés, malades, souffrant d'un handicap ou d'une infirmité en leur prodiguant des soins et des thérapies.
Ces professionnels contribuent à l'économie de la santé, secteur parmi les plus dynamiques dans l'ensemble des pays de l'OCDE depuis plusieurs décennies (8,9 % du PIB en moyenne en 2004, avec 2 550 USD par habitant en dépenses sanitaires. De 1990 et 2004, la croissance des dépenses de santé a même grandi plus vite que le PIB dans tous les pays de l'OCDE (hors Finlande), et alors que les dépenses de santé font augmenter le PIB[réf. souhaitée].
Les techniques modernes des soins de santé dépendent d'un nombre croissant de professionnels, sous forme d'équipe interdisciplinaire. Ces personnes sont appelées des professionnels de la santé dès qu'ils interviennent d'une manière ou d'une autre dans l'administration des soins. Il s'agit donc d'un concept assez global.

## Professions médicales

### Médecin
Le médecin assure prévention, le diagnostic et le traitement des maladies, congénitales ou acquises, réelles ou supposées, de l'ensemble du corps humain. Détenteur d'un diplôme d'État de docteur en médecine et d'un diplôme d'études spécialisées (DES) obtenus à l'issue de l'internat en médecine, il peut prescrire les actes, produits ou prestations qu'il juge nécessaire, dans la limite des spécialités pharmaceutiques qui sont prescriptibles selon la spécialité du médecin, dans le cas des médicaments. Le médecin peut également compléter son diplôme d'études spécialisées par un diplôme d'études spécialisées complémentaires qualifiant ou non qualifiant suivant la nature du DES concerné. 
À l'exception de l'exercice étudiant (et du statut militaire), l'inscription au tableau de l'Ordre national des médecins de France est obligatoire pour exercer la médecine sur le territoire.

### Chirurgien-dentiste

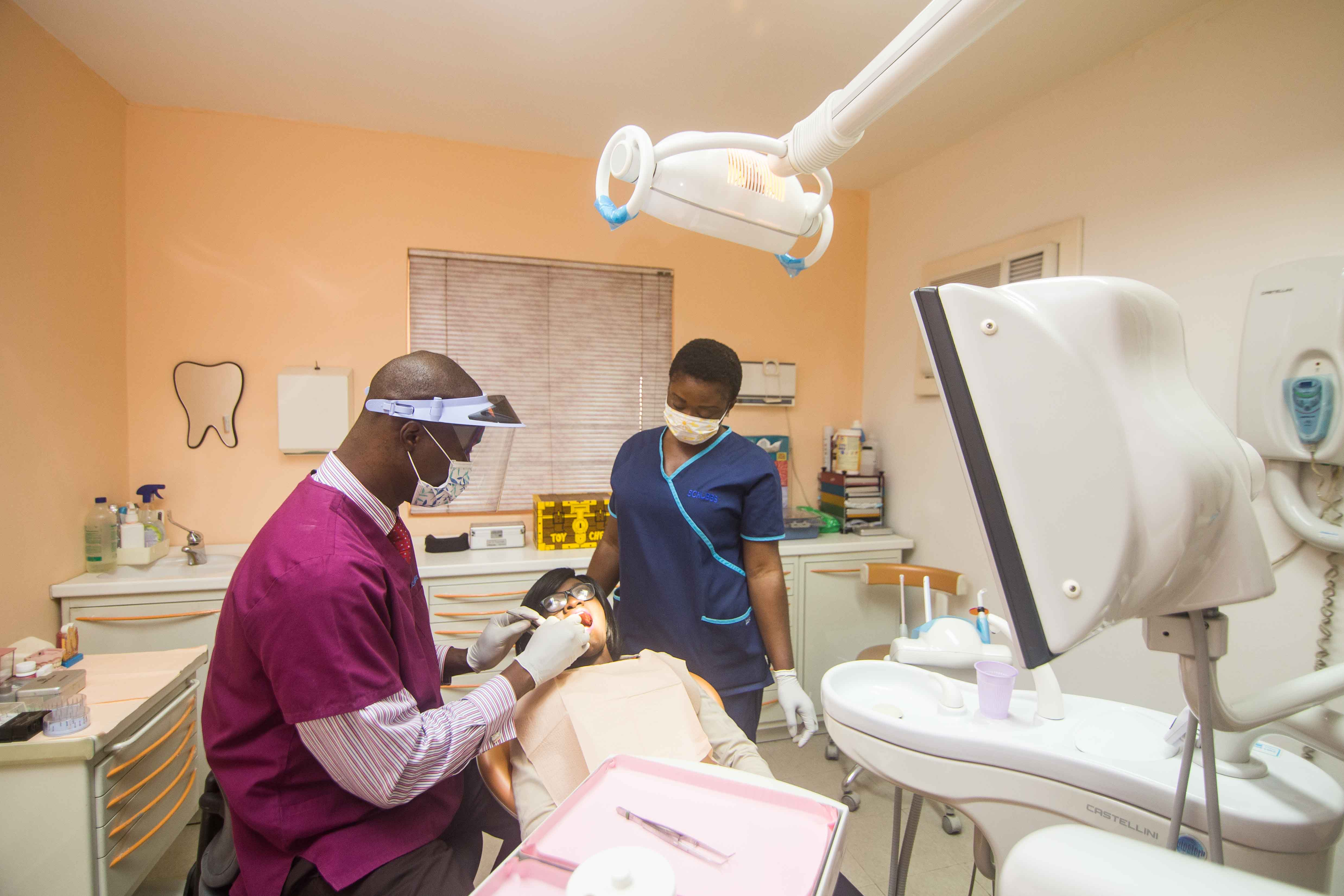
Un dentiste au travail à Lagos, au Nigeria.

Le chirurgien-dentiste assure la prévention, le diagnostic et le traitement des maladies congénitales ou acquises, réelles ou supposées, de la bouche, des dents, des maxillaires et des tissus attenants. Détenteur d'un diplôme d'État de docteur en chirurgie dentaire, il peut prescrire tous les actes, produits ou prestations nécessaires à l'exercice de l'art dentaire,. En sa qualité d'omnipraticien, le chirurgien-dentiste exerce son art dans les différents domaines de l'odontologie, notamment :
- la chirurgie bucco-dentaire ;
- l'endodontie ;
- l'implantologie ;
- l'occlusodontie ;
- l'odontologie conservatrice et restauratrice ;
- l'odontologie médico-légale ;
- l'odontologie du sport ;
- la parodontologie ;
- la pédodontie ;
- la prothèse dentaire[8].

Les praticiens ayant validé l'internat en odontologie sont détenteurs d'un diplôme d'études spécialisées. Ils bénéficient du titre de chirurgien-dentiste qualifié spécialiste. 
À l'exception de l'exercice étudiant, l'inscription au tableau de l'Ordre national des chirurgien-dentistes de France est obligatoire pour exercer la chirurgie dentaire sur le territoire.

### Sage-femme
La sage-femme assure la pratique des actes nécessaires au diagnostic, à la surveillance de la grossesse et à la préparation psychoprophylactique à l'accouchement, ainsi qu'à la surveillance et à la pratique de l'accouchement et des soins postnataux en ce qui concerne la mère et l'enfant. L'exercice de la profession de sage-femme peut comporter également la réalisation de consultations de contraception et de suivi gynécologique de prévention, sous réserve que la sage-femme adresse la femme à un médecin en cas de situation pathologique. Enfin, l'examen postnatal peut être pratiqué par une sage-femme si la grossesse a été normale et si l'accouchement a été eutocique. Détentrice d'un diplôme d'État de sage-femme, la praticienne possède un droit de prescription et de vaccination défini,,.
Parmi les actes pratiqués par la sage-femme, on distingue :
- l'échographie gynéco-obstétricale ;
- l'anesthésie locale au cours de l'accouchement ;
- l'épisiotomie, la réfection de l'épisiotomie non compliquée et la restauration immédiate des déchirures superficielles du périnée ;
- la délivrance artificielle et la révision utérine ;
- la réanimation du nouveau-né dans l'attente du médecin ;
- le dépistage des troubles neurosensoriels du nouveau-né ;
- l'insertion, le suivi et le retrait des dispositifs intra-utérins (DIU cuivres et hormonaux)) et des implants contraceptifs ;
- la rééducation périnéosphinctérienne en cas de troubles consécutifs à un accouchement ;
- des actes d'acupuncture, sous réserve que la sage-femme possède un diplôme d'acupuncture délivré par une UFR de médecine[15].

À l'exception de l'exercice étudiant, l'inscription au tableau de l'Ordre national des sages-femmes de France est obligatoire pour exercer la maïeutique sur le territoire.

## Professions de la pharmacie et de la physique médicale

### Pharmacien
Le pharmacien est un professionnel expert dans la composition, la préparation et le contrôle des médicaments. Il doit également s'assurer que chaque médicament qu'il délivre à un patient soit adapté à sa situation, qu'il ait été prescrit par un médecin ou non. Détenteur d'un diplôme d'État de docteur en pharmacie, il peut être pharmacien d'officine ou pharmacien industriel. Les praticiens ayant passé l'internat en pharmacie sont également détenteurs d'un diplôme d'études spécialisées qu'ils peuvent compléter par un diplôme d'études spécialisées complémentaires en pharmacie,.
À l'exception de l'exercice étudiant(e) et de préparateur(trice), l'inscription au tableau de l'Ordre national des pharmaciens de France est obligatoire pour exercer la pharmacie sur le territoire.

### Préparateur en pharmacie
Les préparateurs en pharmacie sont les seuls professionnels autorisés à seconder le titulaire de l'officine et les pharmaciens qui l'assistent dans la préparation et la délivrance au public des médicaments destinés à la médecine humaine et à la médecine vétérinaire. Ils sont détenteurs d'un brevet professionnel de préparateur en pharmacie.

### Physicien médical
Le physicien médical est un professionnel expert dans la physique appliquée à la médecine, notamment à la radiothérapie et à l'imagerie médicale (en radiologie et en médecine nucléaire). Le physicien médical exerce au sein d'une équipe pluri-professionnelle. Il apporte son expertise pour toute question relative à la physique des rayonnements ou de tout autre agent physique dans les applications médicales relevant de son champ d'intervention. Il est chargé de la qualité d'image, de la dosimétrie et de l'exposition aux rayonnements ionisants et aux autres agents physiques. Il s'assure notamment que les équipements, les données et procédés de calcul utilisés pour déterminer et délivrer les doses et les activités des substances radioactives administrées au patient sont appropriés et permettent de concourir à une optimisation de l'exposition aux rayonnements ionisants. Il est de fait responsable de la réalisation des plans de traitement en radiothérapie en étant garant de la dose délivrée et participe à l'optimisation de l'exposition des patients en imagerie diagnostique et interventionnelle. Les missions et les conditions d'intervention du physicien médical, en radiothérapie, en médecine nucléaire et en imagerie médicale, notamment les actes réalisés sur prescription médicale, sont définies par décret en Conseil d'État, pris après avis de l'Académie nationale de médecine. Le titre de physicien médical est accordé aux titulaires du Diplôme de Qualification en Physique Radiologique et Médicale (DQPRM), obtenu après deux années de résidence au sein d'établissements agréés. Ce diplôme est parfois complété par un doctorat en sciences médicales (physicien médical docteur en sciences).

## Professions paramédicales

### Infirmier
L'infirmier ou infirmière est un professionnel de la santé qui donne habituellement des soins infirmiers sur prescription ou conseil médical, ou en application du rôle propre qui lui est dévolu. Il peut réaliser la prescription de produits et matériels relevant de son rôle propre (Article L. 4311-1 du Code de la santé publique), notamment la prescription du renouvellement de contraception orale. Détenteur d'un diplôme d'État d'infirmier, pour la France par exemple, il peut se spécialiser dans trois domaines distincts pour devenir infirmier anesthésiste, infirmier de bloc opératoire ou encore infirmier en puériculture,. 
À l'exception de l'exercice étudiant (et du statut militaire), l'inscription au tableau de l'Ordre national infirmier est obligatoire pour exercer sur le territoire.
En Belgique, d'autres spécialités sont accessibles, comme la psychiatrie, la gériatrie, la salle d'opération, les soins intensifs et l’aide médicale d'urgence (SIAMU), l’oncologie, l’imagerie médicale et radiothérapie et la santé communautaire.

### Masseur-kinésithérapeute
Le masseur-kinésithérapeute est un professionnel de la rééducation et de la réadaptation. Selon le Code de la Santé publique, il est habilité à "pratiquer la promotion de la santé, la prévention, le diagnostic kinésithérapique et le traitement : 
1. Des troubles du mouvement ou de la motricité de la personne ;
2. Des déficiences ou des altérations des capacités fonctionnelles.

Le masseur-kinésithérapeute peut également concourir à la formation initiale et continue ainsi qu'à la recherche"
Depuis janvier 2020, en cas d'entorse de la cheville ou de lombalgie aiguë, le kinésithérapeute dispose de l'accès direct, c'est-à-dire que le patient peut se présenter directement chez son masseur kinésithérapeute sans avoir consulté un médecin ou être allé aux urgences

### Le pédicure-podologue

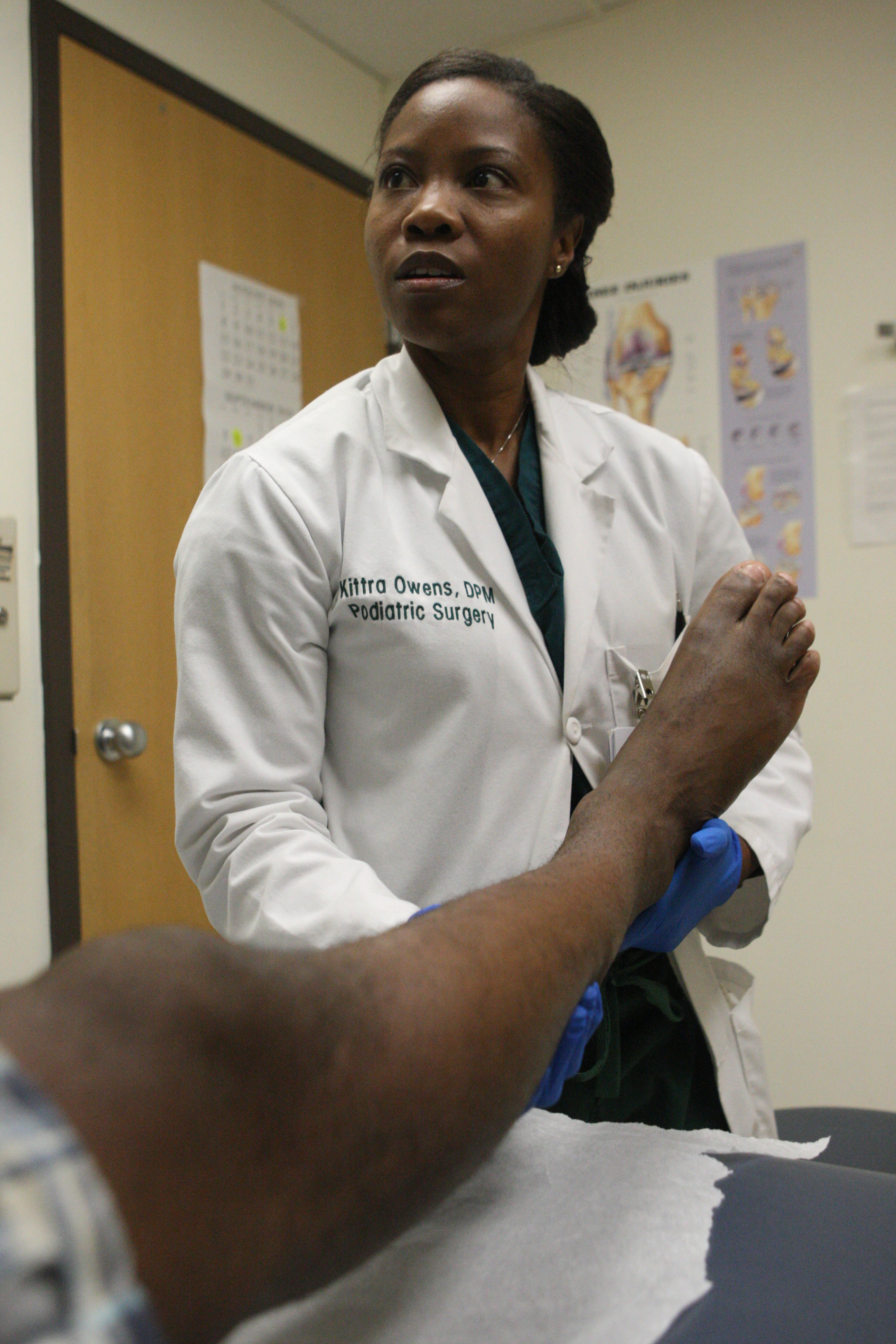
Une podiatre de l'US Navy au travail à Marine Corps Base Camp Lejeune en 2010.

Le pédicure-podologue est un professionnel du soin, de la rééducation et de la réadaptation formé pour traiter directement les affections épidermiques, limitées aux couches cornées et les affections unguéales du pied, ainsi que tous les troubles statiques du membre inférieur en lien avec les pieds
Il peut également pratiquer les soins d'hygiène, confectionner et appliquer les semelles destinées à soulager les affections épidermiques. Sur ordonnance et sous contrôle médical, le pédicure-podologue peut traiter les cas pathologiques de son domaine de compétence. Il est détenteur du diplôme d'État de pédicure-podologue.
Ce rôle n'est pas l'équivalent du podiatre en Amérique du Nord, puisque le podiatre a un niveau de formation beaucoup plus élevé. En effet, le podiatre est un médecin et chirurgien, ce qui n'est pas le cas du podologue.

### Ergothérapeute
L'ergothérapeute est un professionnel de la rééducation et de la réadaptation qui exécute habituellement des actes professionnels d'ergothérapie, définis par décret en Conseil d'État pris après avis de l'Académie nationale de médecine. Détenteur d'un diplôme d'État d'ergothérapeute, il exerce son art sur prescription médicale.

### Psychomotricien
Le psychomotricien est professionnel de la rééducation et de la réadaptation qui exécute habituellement des actes professionnels de rééducation psychomotrice, définis par décret en Conseil d'État pris après avis de l'Académie nationale de médecine. Détenteur d'un diplôme d'État de psychomotricien, il exerce son art sur prescription médicale.

### Orthophoniste
L'orthophoniste est un professionnel de la rééducation et de la réadaptation qui exécute habituellement des actes de rééducation constituant un traitement des anomalies: que ce soit de la nature pathologique, de la voix, de la parole, du langage oral ou écrit, de la déglutition, hors la présence du médecin. Il peut travailler en milieu hospitalier, en structure de soins et en cabinet libéral. La patientèle est très large et comprend tous les âges de la vie, du nourrisson prématuré à la personne en fin de vie. La prise en charge orthophonique en cabinet libéral n'est remboursée que sur ordonnance médicale. L'orthophoniste est détenteur d'un certificat de capacité d'orthophoniste.

### Orthoptiste
L'orthoptiste est un praticien de la rééducation et de la réadaptation qui exécute habituellement des actes professionnels d'orthoptie, définis par décret en Conseil d'État pris après avis de l'Académie nationale de médecine. L'orthoptiste ne peut pratiquer son art que sur ordonnance médicale ou, dans le cadre notamment du cabinet d'un médecin ophtalmologiste, sous la responsabilité d'un médecin. Il est détenteur d'un certificat de capacité d'orthoptiste.

### Manipulateur en électroradiologie médicale
Le manipulateur en électroradiologie médicale est professionnel médicotechnique qui exécute habituellement, sous la responsabilité et la surveillance d'un médecin en mesure d'en contrôler l'exécution et d'intervenir immédiatement, des actes professionnels d'électroradiologie médicale, définis par décret en Conseil d'État pris après avis de l'Académie nationale de médecine. Le manipulateur en électroradiologie médicale exerce son art sur prescription médicale. Le cas échéant, le manipulateur en électroradiologie médicale intervient sous l'autorité technique et fonctionnelle d'un physicien médical pour les activités de physique médicale mises en œuvre au cours de la préparation ou de la réalisation des actes exposants aux rayonnements ionisants. Le manipulateur en électroradiologie médicale peut également intervenir sous l’autorité fonctionnelle d’un pharmacien dans le cadre de la préparation de médicaments radio-pharmaceutiques. Il est détenteur d'un diplôme d'État de manipulateur en électroradiologie médicale.

### Technicien de laboratoire médical
Le technicien de laboratoire médical est un professionnel médicotechnique qui participe à la réalisation technique d'un examen de biologie médicale ou d'un examen d'anatomie et de cytologie pathologiques, sous la responsabilité d'un biologiste médical ou d'un médecin spécialiste qualifié en anatomie et cytologie pathologiques. Le technicien de laboratoire médical réalise des prélèvements dans les conditions déterminées par décret en Conseil d'État et participe, dans son champ de compétence, à des missions de santé publique. Il participe également à la permanence de l'offre de biologie médicale définie sur le territoire de santé. Il peut être appelé à participer à des missions d'enseignement et de recherche, ainsi qu'aux programmes d'éducation thérapeutique du patient. Il est détenteur d'un diplôme d'État de technicien de laboratoire médical . Au Québec, ils sont appelés Technologistes Médicaux.

### Audioprothésiste
L'audioprothésiste est un professionnel de la rééducation et de la réadaptation qui procède à l'appareillage des déficients de l'ouïe.
Cet appareillage comprend le choix, l'adaptation, la délivrance, le contrôle d'efficacité immédiate et permanente de la prothèse auditive et l'éducation prothétique du déficient de l'ouïe appareillé. La délivrance de chaque appareil de prothèse auditive est soumise à la prescription médicale préalable et obligatoire du port d'un appareil, après examen otologique et audiométrique tonal et vocal. L'audioprothésiste est détenteur d'un diplôme d'État d'audioprothésiste.

### Opticien-lunetier
L'opticien-lunetier est un professionnel de la rééducation et de la réadaptation qui fabrique, qui vend des instruments d'optique et, en particulier, des verres ou des lentilles destinés à corriger la vue. Il est détenteur d'un brevet de technicien supérieur d'opticien-lunetier ou d'un brevet professionnel d'opticien-lunetier.

### Prothésistes et orthésistes
Les prothésistes et orthésistes pour l'appareillage des personnes handicapées sont des professionnels qui réalisent, sur prescription médicale, l'appareillage nécessaire aux personnes handicapées et qui peuvent justifier d'une formation attestée par un diplôme, un titre ou un certificat ou disposer d'une expérience professionnelle et satisfaire à des règles de délivrance de l'appareillage. On distingue cinq catégories de prothésistes et orthésiste pour l'appareillage de personnes handicapées : les orthoprothésistes, les podo-orthésistes, les ocularistes, les épithésistes, et les orthopédistes-orthésistes.

### Diététicien
Le diététicien est un professionnel de la rééducation et de la réadaptation qui dispense des conseils nutritionnels et, sur prescription médicale, participe à l'éducation et à la rééducation nutritionnelle des patients atteints de troubles du métabolisme ou de l'alimentation, par l'établissement d'un bilan diététique personnalisé et une éducation diététique adaptée. Le diététicien contribue également à la définition, à l'évaluation et au contrôle de la qualité de l'alimentation servie en collectivité, ainsi qu'aux activités de prévention en santé publique relevant du champ de la nutrition. Il est détenteur d'un BTS Diététique ou d'un DUT Génie biologique option diététique en attendant la création d'un Diplôme d'État prévue lors de la réingénierie des études de santé.

### Aide-soignant
L'aide-soignant est un professionnel qui dispense des soins liés aux fonctions d'entretien et de continuité de la vie visant à compenser partiellement ou totalement un manque ou une diminution de l'autonomie de la personne ou d'un groupe de personnes. Son rôle s'inscrit dans une approche globale de la personne soignée et prend en compte la dimension relationnelle des soins. L'aide soignant accompagne cette personne dans
les activités de sa vie quotidienne, il contribue à son bien être et à lui faire recouvrer, dans la mesure du possible, son autonomie,. Détenteur d'un diplôme d'État, d'un diplôme professionnel ou d'un certificat d'aptitude aux fonctions d'aide-soignant, il opère en collaboration et sous la responsabilité d'un infirmier,. Dans le secteur hospitalier, l'Agent des services hospitaliers assiste parfois l'aide soignante dans certaines missions principalement de confort.

### Auxiliaire de puériculture
L'auxiliaire de puériculture est un professionnel qui réalise des activités d’éveil et des soins visant au bien-être, à l’autonomie et au développement de l’enfant. Il participe à l’accueil des enfants et à l’intégration sociale d’enfants porteurs de handicap, atteints de maladies chroniques ou en situation de risque d’exclusion. Il est détenteur d'un diplôme d'État d'auxiliaire de puériculture, d'un certificat d'aptitude aux fonctions d'auxiliaire de puériculture ou encore du  diplôme professionnel d'auxiliaire de puériculture.

### Ambulancier

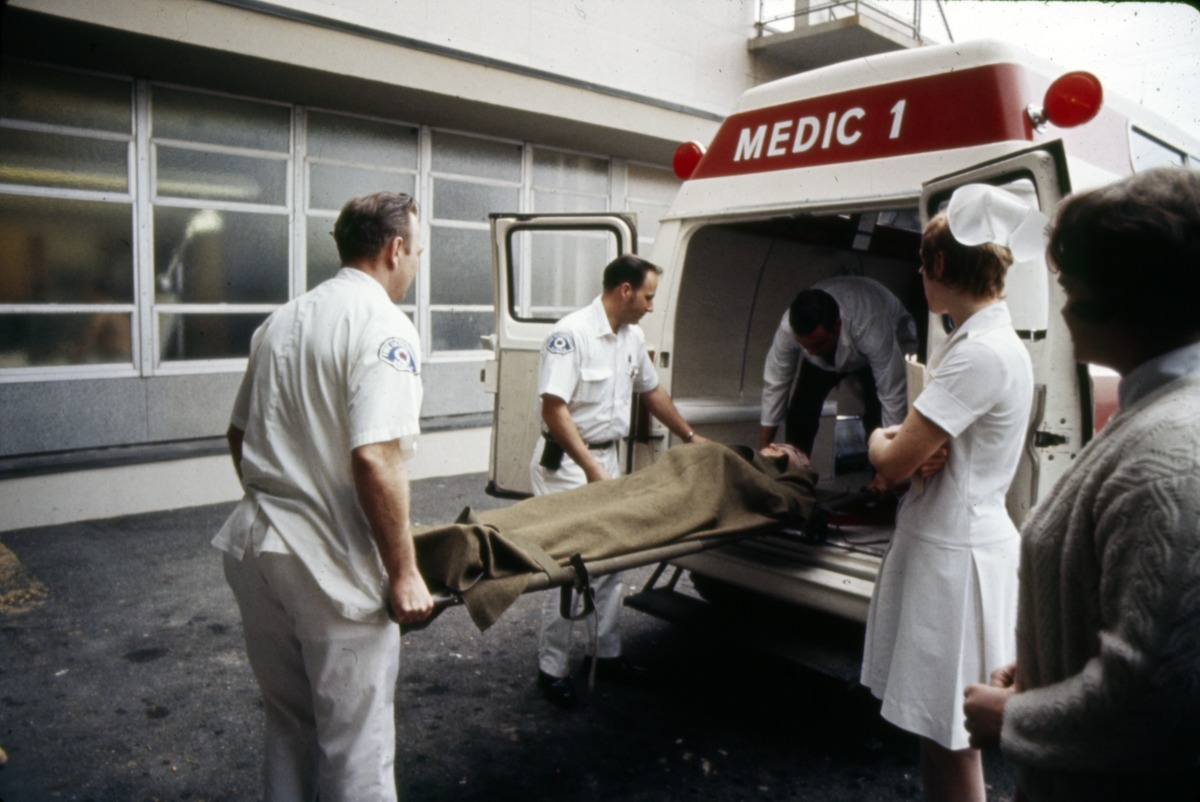
Des ambulanciers au travail à Seattle (USA) vers 1970.

L'ambulancier est un professionnel médicotechnique qui transporte et accompagne, dans des véhicules sanitaires affectés à cet usage, des malades, des blessés ou des parturientes sur prescriptions médicales de transport  . L'ambulancier participe également à l'Urgence Pré Hospitalière. En France, il est détenteur d'un diplôme d'État d'ambulancier, anciennement le certificat de capacité d'ambulancier, ou bien du Certificat d'Auxiliaire ambulancier. Il pratique des interventions avec équipe SMUR dans le cadre du SAMU.

### Assistant dentaire
L'assistant dentaire est un professionnel chargé d'assister le chirurgien-dentiste ou le médecin exerçant dans le champ de la chirurgie dentaire dans son activité professionnelle, sous sa responsabilité et son contrôle effectif. Dans ce cadre, l’assistant dentaire contribue aux activités de prévention et d’éducation pour la santé dans le domaine bucco-dentaire.

## Professions assimilées à la santé
Un très grand nombre de professions possède un exercice attenant au domaine de la santé mais ne bénéficie pas du titre de profession de santé car non inscrit au sein du Code de la santé publique. On distingue notamment :

### Professions enregistrées au répertoire ADELI/RPPS
Le répertoire ADELI et le répertoire RPPS contient plusieurs professions non inscrites au Code de la santé publique dont l'exercice est attenant au monde de la santé. Ces professions n'étant pas inscrites au Code de la santé publique, elles ont, par leurs compétences, le statut de profession de santé étant donné que la santé se définit comme un état de bien-être complet, physique, mental, psychologique, social, etc par l'OMS. On distingue trois catégories de professions assimilées au domaine de la santé enregistrées au répertoire ADELI  ou RPPS
- Les professions de la psychologie ;
- Les professions du social ;
- Les usagers de titres professionnels.

#### Psychologie
Le psychologue est un professionnel formé à la science de la vie mentale, des données de conscience, des facultés et des opérations de l'esprit. Réglementée depuis 1985, la profession figure au répertoire ADELI par son mode d'exercice attenant au domaine de la santé,.

#### Social
L'assistant de service social est un professionnel chargé de faciliter les formalités à la charge des patients et leurs familles pour l’obtention de prestations et d’aides de tous types, notamment administratives, sociales ou financières. Il a également pour mission d’accompagner les patients dans leur devenir suivant leur hospitalisation. Réglementée depuis 1980, la profession figure au répertorie RPPS son mode d'exercice attenant au domaine de la santé,.

#### Usagers de titres professionnels
Le répertoire ADELI reconnait trois professions enregistrées sous le statut d'usagers de titres professionnels :
- le chiropracteur est un professionnel habilité à pratiquer des actes de manipulation et mobilisation manuelles, instrumentales ou assistées mécaniquement, directes et indirectes, avec ou sans vecteur de force, ayant pour seul but de prévenir ou de remédier à des troubles de l'appareil locomoteur du corps humain et de leurs conséquences, en particulier au niveau du rachis, à l'exclusion des pathologies organiques qui nécessitent une intervention thérapeutique, médicale, chirurgicale, médicamenteuse ou par agents physiques. Légalisée en 2002 puis réglementée en 2011, la profession est inscrite au répertoire ADELI par son mode d'exercice attenant au domaine de la santé[49],[50],[44] ;
- l'ostéopathe est un professionnel autorisés à pratiquer des manipulations ayant pour seul but de prévenir ou de remédier à des troubles fonctionnels du corps humain, à l'exclusion des pathologies organiques qui nécessitent une intervention thérapeutique, médicale, chirurgicale, médicamenteuse ou par agents physiques[51]. Ces manipulations sont musculo-squelettiques et myofaciales, exclusivement manuelles et externes. Il ne peut agir lorsqu'il existe des symptômes justifiant des examens paracliniques[51]. Légalisée en 2002 puis réglementée en 2007, la profession est inscrite au répertoire ADELI par son mode d'exercice attenant au domaine de la santé[51],[50],[44] ;
- le psychothérapeute est un professionnel formé aux méthodes thérapeutiques visant à soigner les troubles psychiques ou somatiques par le biais d'un travail psychique, qui repose principalement sur une relation d'écoute et de parole entre le thérapeute et un individu ou un groupe d'individus[52]. Réglementée en 2010, la profession est inscrite au répertoire ADELI par son mode d'exercice attenant au domaine de la santé[53],[44].

### Professions administratives en santé
Les professions administratives en santé sont des professions de santé en ce qu'elles sont indispensables au fonctionnement du système de santé en assurant une pluralité de services. Il en existe un très grand nombre :
- Directeur d'hôpital (finance, ressources humaines, système d'information, logistique, technique, etc.),
- Cadres et agents administratifs (secrétaire, admissionistes, archiviste, comptable, etc.),
- Cadres et agents logistiques (magasinier, cuisinier, personnel d'entretien, etc.),
- Cadres et agents techniques (agent des services hospitaliers, brancardier, plombier, chauffagiste, électricien, etc.),
- Ingénieurs (biomédical, qualité, informatique),
- Secrétaires médicales.

### Autres professions assimilées au domaine de la santé
- L'aide médico-psychologique, désormais devenu l'accompagnant éducatif et social accompagne des personnes handicapées ou dépendantes au quotidien : il a un rôle d’éveil, d’encouragement et de soutien de la communication et de l’expression verbale ou non[54].
- Le prothésiste dentaire est un artisan chargé d'élaborer un appareillage destiné à la restauration et au rétablissement fonctionnel et esthétique du système de manducation dans le domaine de l'odontologie.
- Le psychanalyste est un praticien formé aux méthodes d'investigations et de thérapie, fondées et théorisées par Freud, qui reposent sur l'étude des trois structures de la vie psychique que sont l'inconscient, le conscient et le préconscient[55]. En France, cette profession n'est pas réglementée.
- Le sophrologue est un praticien formé au méthode fondée sur l'hypnose et la relaxation, utilisée en thérapeutique et pour la préparation à l'accouchement[56]. En France, cette profession n'est pas réglementée.
- Le vétérinaire est un praticien détenteur d'un diplôme d'État de docteur vétérinaire et exerçant la médecine vétérinaire. Son art est principalement orienté vers la santé animale mais indirectement aussi vers la santé humaine (il joue un rôle majeur en matière de santé publique). La médecine vétérinaire est exercée par le docteur vétérinaire qui, dans beaucoup des pays, est assisté dans ses missions par les professionnels paravétérinaires (appelés aussi techniciens vétérinaires). Le but ultime de cette profession, c'est la préservation de la santé de l'humain.
- L'auxiliaire de vie est chargé d'aider une personne en difficulté, malade ou dépendante, à accomplir les tâches et activités de la vie quotidienne. Il lui apporte également un soutien moral dans sa vie de tous les jours.
- L'enseignant en activité physique adaptée (EAPA) est chargé de dispenser des contenus d'activités physiques choisis sur la bases des prescriptions médicales et les adapter en fonction des objectifs de santé visés, et de les évaluer. Depuis et le Plan Sport Santé Bien-être de 2012 et le décret relatif aux conditions de dispensation de l'activité physique adaptée prescrite de 2016, les activités physiques physiques adaptées sont reconnues comme "thérapeutique non-médicamenteuse". Dans le contexte hospitalier il s'agit souvent d'un soin de support, alors qu'elles sont plutôt axées sur la réadaptation et réhabilitation au sein de SSR et SMR. Cette profession est listée depuis 2022 par la fonction publique hospitalière et s'exerce après avoir validé un cursus de licence STAPS mention APA-S. Leurs prérogatives sont mentionnées dans le code du sport.

## Catégories

### Afrique
- Les tradipraticiens.
- Les odontologistes : professionnels des dents et de la cavité buccale. Composés des chirurgien-dentistes et orthodontistes.
- Les chirurgiens plasticiens
- Les pharmaciens
- Les sages-femmes
- Les praticiens en chirurgie esthétique
- les paramédicaux

### Belgique
- Les pharmaciens, y compris les pharmaciens-biologistes.
- Les dentistes qui n'ont pas d'ordre professionnel, mais qui ont le droit de prescrire des médicaments dans le cadre de leur profession (antibiotiques, analgésiques, etc.).

### Canada
- L'optométriste a le droit de prescrire et d'utiliser les médicaments topiques diagnostiques et thérapeutiques (restriction pour le traitement du glaucome, qui doit être fait conjointement avec les ophtalmologistes).
- L'infirmière praticienne (nurse practitioner) procède à une anamnèse complète et peut prescrire de la médication et des traitements invasifs et non invasifs.
- Le podiatre
- Le chiropraticien
- L'ostéopathe
- Le psychologue est un professionnel de la santé non prescripteur de médicaments.

### États-Unis
Le système de santé américain se caractérise par une pluralité d'acteurs dans un très grand nombre de domaine. Y figurent les professions suivantes :
- Médecin (en anglais physician), avec un très grand nombre de spécialités médicales et chirurgicales.

#### Spécialités médicales aux États-Unis
- Allergie et immunologie
- Cardiologie
- Dermatologie
- Diététique
- Endocrinologie
- Gastroentérologie
- Gériatrie
- Gynécologie
- Hépatologie
- Maladies infectieuses
- Médecine familiale
- Médecine légale
- Médecine palliative
- Médecine physique et de la réadaptation
- Médecine d'urgence
- Recherche médicale
- Sciences laboratoires cliniques
- Soins intensifs
- Néphrologie
- Neurologie
- Oncologie
- Pathologies
- Pédiatrie
- Pneumologie
- Podiatrie
- Proctologie
- Psychiatrie
- Radiologie
- Rhumatologie

#### Spécialités chirurgicales aux États-Unis
- Anesthésie
- Chirurgie cardiovasculaire
- Chirurgie générale
- Chirurgie oncologique
- Chirurgie orale et maxillofaciale
- Chirurgie orthopédique
- Ophtalmologie
- Otorhinolaryngologie
- Chirurgie pédiatrique
- Chirurgie transplantaire
- Gynécologie obstétrique
- Neurochirurgie
- Urologie

- Chirurgien-dentiste (en anglais dentist ou dental surgeon), avec neuf spécialités odontologiques officielles :
  - Chirurgie orale et maxillofaciale ;
  - Dentisterie pédiatrique
  - Dentisterie en santé publique ;
  - Endodontie ;
  - Orthopédie dentofaciale
  - Pathologies orales et maxillofaciales ;
  - Radiologie orale et maxillofaciale ;
  - Parodontologie ;
  - Prosthodontie.

- Pharmacien (en anglais pharmacist), avec six spécialités pharmaceutiques officielles :
  - Soins ambulatoires en pharmacie ;
  - Pharmacie nucléaire ;
  - Pharmacie nutritionnelle ;
  - Pharmacie oncologique ;
  - Pharmacothérapie, avec deux spécialités : cardiologie et maladies infectieuses ;
  - Pharmacie psychiatrique.

### Catégories en France
Le secteur des soins de santé comprend une large gamme de disciplines parmi lesquelles la  médecine, la chirurgie, la pharmacie, la physique médicale, l'odontologie, la maïeutique et les soins infirmiers.
En France, les professions de santé sont inscrites au Code de la santé publique. Elles sont regroupées en trois catégories :
- les professions médicales, inscrites au Livre Ier de la quatrième partie législative ;
- les professions de la pharmacie et de la physique médicale, inscrites au Livre II de la quatrième partie législative ;
- les auxiliaires médicaux, inscrits au Livre III de la quatrième partie législative.

#### Professions médicales
Les professions médicales sont les seules professions pouvant exercer des actes médicaux à proprement parler et ayant le droit de prescription, même si celui-ci est parfois dit défini (il ne doit pas dépasser le cadre de compétence de la profession). Elles sont inscrites au Livre Ier de la quatrième partie législative du Code de la santé publique. Trois professions y figurent :
- La profession de médecin, Titre I, Titre II, Titre III et Titre VI du Livre Ier du Code de la santé publique[2],[57] ;
- La profession de chirurgien-dentiste, Titre I, Titre II, Titre IV et Titre VI du Livre Ier du Code de la santé publique (profession médicale à domaine défini)[2].
- La profession de sage-femme, Titre I, Titre II, Titre V et Titre VI du Livre Ier du Code de la santé publique (profession médicale à domaine défini)[2].

#### Professions de la pharmacie et de la physique médicale
Les professions pharmaceutiques sont recensées au Livre II de la quatrième partie législative du Code de la santé publique. Ce sont les seules professions ayant le droit de fabriquer, manipuler, contrôler, et délivrer des médicaments. La profession de physicien médical, en tant que garant des doses de rayonnement ionisants (ou de tout autre agent physique) délivrées aux patients dans le cadre d'un traitement ou d'une intervention diagnostique, s'ajoute au Livre II. Au total, trois professions figurent dans ce livre :
- la profession de pharmacien, Titre I, Titre II et Titre III du Livre II du Code de la santé publique[2] ;
- la profession de préparateur en pharmacie, Titre IV du Livre II du Code de la santé publique[20] ;
- la profession de physicien médical, Titre V du livre II du Code de la santé publique[58].

#### Professions paramédicales
Les auxiliaires médicaux, couramment nommés paramédicaux, sont inscrits au livre III de la quatrième partie du Code de la santé publique. Vingt professions y figurent :
- Infirmier, Titre I du Livre III du Code de la santé publique[2] ;
- Masseur-kinésithérapeute et pédicure-podologue, Titre II du Livre III du Code de la santé publique[2] ;
- Ergothérapeute et psychomotricien, Titre III du Livre III du Code de la santé publique[2] ;
- Orthophoniste et orthoptiste, Titre IV du Livre III du Code de la santé publique[2] ;
- Manipulateur en électroradiologie médicale et technicien de laboratoire médical, Titre V du Livre III du Code de la santé publique[2] ;
- Audioprothésiste, opticien-lunetier, prothésistes et orthésistes pour l'appareillage des personnes handicapées (orthoprothésiste, Podo orthèsiste, oculariste, épithésiste, orthopédiste-orthésiste), Titre VI du Livre III du Code de la santé publique[2] ;
- Diététicien, Titre VII du Livre III du Code de la santé publique[2] ;
- Aide soignant, auxiliaire de puériculture, ambulancier et assistant dentaire, Titre IX du Livre III du Code de la santé publique[2].

Par commodité, on peut répartir ces professions en trois catégories :
- les professions de soins : aide-soignant, auxiliaire de puériculture, infirmier et pédicure-podologue ;
- les professions de la rééducation et de la réadaptation : audioprothésiste, diététicien, ergothérapeute, masseur-kinésithérapeute, opticien-lunetier, orthophoniste, orthoptiste, pédicure-podologue, psychomotricien, les prothésistes et orthésistes pour l'appareillage des personnes handicapées ;
- les professions médicotechniques : ambulancier, manipulateur en électroradiologie médicale et technicien de laboratoire médical.

En France, les professions de la santé sont inscrites au Code de la santé publique. Elles exercent la plupart du temps en établissement public de santé, en établissement privé de santé à but lucratif ou non lucratif ou encore en cabinet de consultation. On distingue trois catégories de professions de la santé auxquelles sont ajoutées un certain nombre de professions assimilées au domaine de la santé.

### Suisse
En Suisse, les professions dites médicales sont les médecins, les pharmaciens, les dentistes, les vétérinaires et les chiropraticiens
.

## Domaine des soins de santé
- Assistance médicale : Sapeur pompier - Paramedic - Ergothérapeute - Physiothérapeute - Sage-femme - Infirmier - Podologue
- Pharmacopée : Pharmacien - Industrie pharmaceutique
- Soins psychologiques et santé mentale : Psychiatre - Hôpital psychiatrique - Psychologue - psychothérapeute
- Domaine social : action sociale - Alcooliques anonymes
- Protection et promotion de la santé : Inpes - HAS
- Association médicale internationale : Amnesty International - Médecins du monde - Médecins sans frontières
- Domaine des médecines parallèles : Acupuncture - Aromathérapie - Chiropractie - Thérapie génique - Haptonomie - Homéopathie - Hypnothérapie - Ostéopathie - Reiki -  Shiatsu - Yoga

## Déontologie
En France, les professionnels de la santé sont soumis aux règles de déontologie fixées par les ordres professionnels correspondant et donc spécifiques à chaque profession (Code de déontologie médicale (France), infirmiers, kinésithérapeutes, sages-femmes, etc.). Ils sont en général inclus ensuite par le législateur au code de la santé. Les professions ne disposant pas d'un ordre relèvent de dispositions spécifiques du code de la santé. L'ensemble des professionnels reste soumis aux dispositions du code civil et du code pénal (les codes de déontologie ne sont jamais dérogatoires aux obligations des citoyens).
Par exemple le "secret médical" est une convention entre médecins; il ne s’applique qu'aux titulaires du DE de médecin et dans le cadre de leur exercice. 
En droit il faut considérer le devoir de discrétion, lequel s'applique sans distinction de profession ou de métier. Les ajouts des codes de déontologie peuvent durcir les conditions de la loi, mais il s'agit avant tout d'une convention entre pairs et elle est surveillée par l'autorité ordinale, pas par la police et la justice. Il existe aussi  des spécificités pour les fonctionnaires. Celles-ci dépendent de la loi et donc les professionnels fonctionnaires respectent leurs obligations de service public avant que d'appliquer leur code déontologique spécifique.

## Publicité
En France, le recours à la publicité est interdit aux professionnels de la santé. Cependant, des propositions du Conseil d'État datant du 21 juin 2018 visent à lever bientôt cette interdiction afin de permettre à ces professionnels de communiquer sur leurs prestations et leur savoir-faire, dans le respect de leur déontologie

## Médias et perception de la population sur les thérapeutes
Les médias semblent influencer la perception de la population en ce qui concerne la santé mentale et le déroulement typique du traitement. Les effets que les films ont sur la perception de la santé mentale et des employés du secteur de la santé ont été documentés dans des études récentes. D'après une d'entre elles, les personnes en détresse sont généralement représentés sous la forme de stéréotypes : incompétents, isolés, sans famille, sans travail ou identité sociale. Ils ne démontrent pratiquement jamais de signe de rémission ou d'espoir pour leur futur et sont contreproductifs en société. Le traitement médiatique des personnes en détresse semble renforcer certains stéréotypes. Une étude de 2010 sur le sujet avance que la majorité de la population se crée une opinion à propos de la psychothérapie et de la santé mentale en général par le biais de ce qu'ils voient dans les films et les médias. La moitié des employés du domaine de la santé mentale affirment que les représentations négatives de leurs métiers, dans les films, influence leur propre santé mentale. Le tiers des participants à cette étude affirment que leurs proches les traiteraient différemment dû a l'état de leur santé mentale. Non seulement la représentation des médias peut décourager la population à aller chercher l'aide qu'ils ont besoin, mais elle contribue aussi à la propagation de croyances erronées et de fausses perceptions sur les traitements thérapeutiques.